# Charles Jean Ambrosiani
Charles Jean Ambrosiani, född den 13 februari 1796 i Stockholm, död 1841 i Stockholm, premiärdansör vid Operan i Stockholm 1814–1834. Son till balettmästaren Giovanni Battista Ambrosiani (1772–1832).